# 保羅·卡普狄維爾
保羅·杰拉尔德·卡普狄維爾·卡斯特罗（西班牙語：Paul Gerard Capdeville Castro，1983年4月2日—），智利男子職業網球運動員。

## 外部連結
- 保羅·卡普狄維爾（英文/西班牙文）的官方資料
- 保羅·卡普狄維爾的國際網球總會 職業／青少年 官方資料（英文）
- 保羅·卡普狄維爾的官方資料（英文）